# اورلاندو گاریدو
اورلاندو گاریدو (اسپانیایی: Orlando Garrido‎; ۴ فوریهٔ ۱۹۲۴ – ۲۴ ژوئن ۲۰۱۵) وزنه‌بردار اهل کوبا بود. وی در بازی‌های المپیک تابستانی ۱۹۴۸ و ۱۹۵۲ شرکت کرده‌است.